# Pachnoda cincticollis
Pachnoda cincticollis är en skalbaggsart som beskrevs av Moser 1914. Pachnoda cincticollis ingår i släktet Pachnoda och familjen Cetoniidae. Utöver nominatformen finns också underarten P. c. nigricans.